# Carl Ernst Jarcke

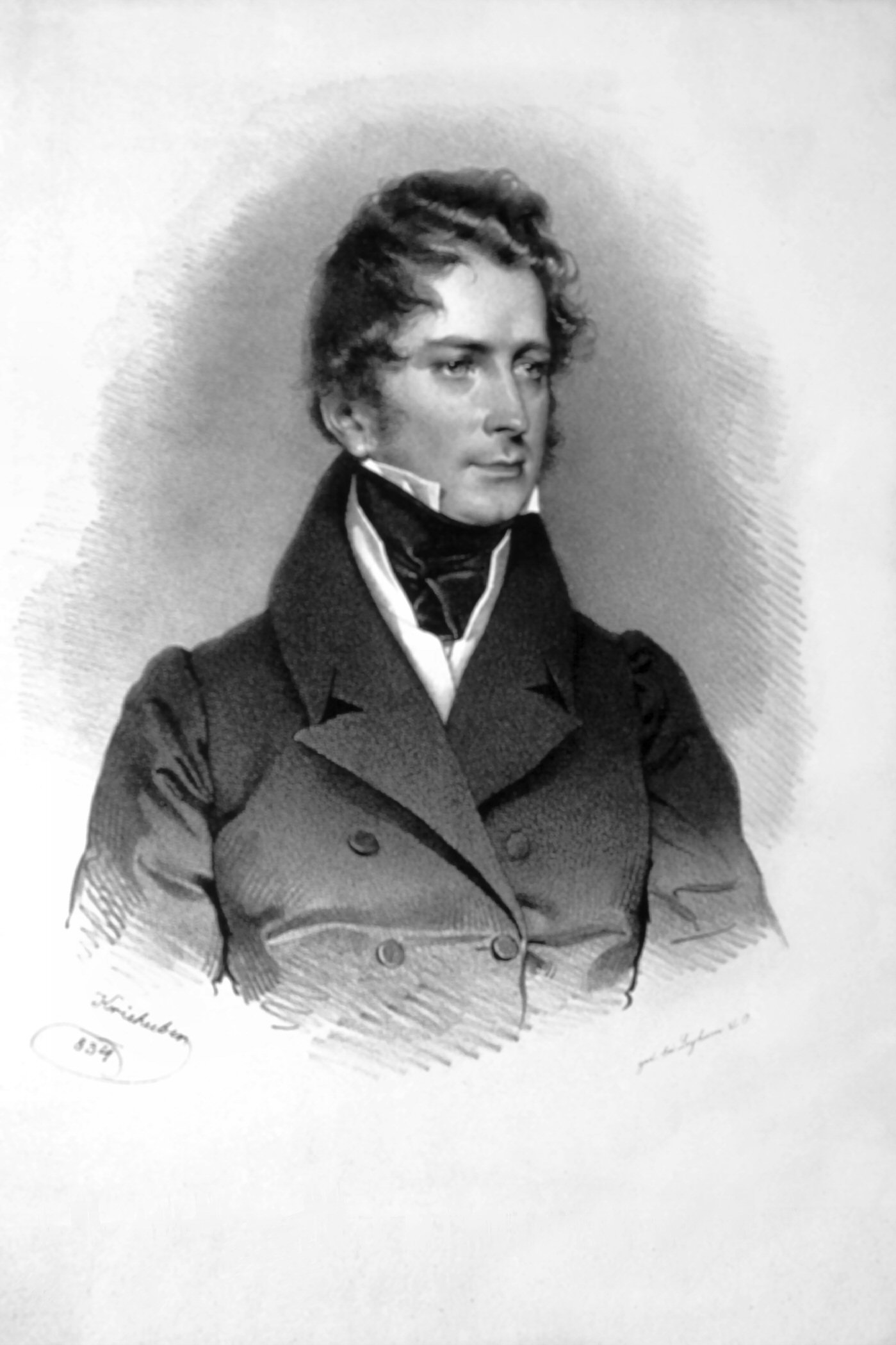
Carl Ernst Jarcke, Lithographie von Josef Kriehuber, 1834

Carl Ernst Jarcke (* 10. November 1801 in Danzig; † 27. Dezember 1852 in Wien) war ein deutscher Jurist und politischer Publizist. 

## Leben und Wirken

### Ausbildung und erste Berufsjahre
Carl Ernst Jarcke wurde in Danzig als einziger Sohn eines Kaufmanns geboren und wuchs in der zwar geordneten, aber rationalistischen Welt des Bürgertums Danzigs auf. Er besuchte die Bürgerschule und auch die lateinische Oberpfarrschule, bevor er mit 14 eine kaufmännische Lehre begann. 1817 bis 1819 besuchte er, da ihn der Kaufmannsberuf nicht befriedigte, das Gymnasium. 1819 nahm er an der Universität Bonn das Studium der Rechtswissenschaften auf, hörte aber auch Vorlesungen zu Geschichte und Philosophie. 1819 wurde er Mitglied der Alten Bonner Burschenschaft/Allgemeinheit. 1821 wechselte Jarcke auf die Universität Göttingen und wurde dort vor allem durch Gustav von Hugo an die historische Rechtsschule herangeführt. 1822 verfasste er in der Tradition dieser Rechtsschule seine Dissertation zum römischen Strafrecht, mit der er sich an der Universität Bonn habilitierte. An der Bonner Universität war er als Dozent auch tätig. 1824 wurde er zum außerordentlichen Professor ernannt. Da mit der außerordentlichen Professur kein regelmäßiges Einkommen verbunden war, wurde Jarcke neben seiner Tätigkeit an der Universität Bonn auch Stadtrichter in Köln. 

### Übertritt zum Katholizismus
Carl Ernst Jarcke kam in der Zeit in Köln und Bonn mit dem katholischen Gelehrtenkreis um Karl J. Windischman in Kontakt. Windischman trat den seinerzeit innerhalb der römisch-katholischen Kirche aufkommenden modernistischen und rationalistischen Tendenzen entgegen. 1825 trat er dann zum katholischen Glauben über. Die Hinwendung zum Katholizismus machte sich später deutlich in seinem Werk bemerkbar. So nahm er in seinem dreibändigen, 1827–1830 erschienenen Handbuch des gemeinen deutschen Strafrechts an, dass die christlich-katholische Lehre Grundlage des sozialen Zusammenlebens sei. Er setzte daher den Abschnitt über „Verbrechen gegen Gott und die Religion“ an die erste Stelle.

### Tätigkeit in Berlin
Ebenfalls 1825 wurde er an die Universität in Berlin als außerordentlicher Professor für Strafrecht berufen. Dort lernte er unter anderem den Begründer der historischen Rechtsschule, Friedrich Carl von Savigny, und den Philosophen Georg Wilhelm Friedrich Hegel kennen. In Berlin wurde Jarcke auch in die Kommission zur Überarbeitung des preußischen Landrechtes berufen, wo er die Abschnitte über Kirche, Religion, Ehe und Sitte bearbeitete.
Durch die Julirevolution 1830 in Frankreich wurde Jarcke angeregt sich der Politik zuzuwenden. 1831 veröffentlichte er anonym Die Französische Revolution von 1830. In dieser Schrift vertrat er die Ansicht, dass die Revolution die Umkehrung der göttlich legitimierten und geschichtlich gewachsenen Ordnung sei, die Europa als ganzes bedrohe. Mit der Studie K. L. Sand und sein an Kotzebue verübter Mord. Eine psychologisch-criminalistische Erörterung aus der Geschichte unserer Zeit urteilte er über die gegen die Restaurationspolitik nach den Befreiungskriegen gerichtete deutsche Nationalbewegung. Er ging davon aus, dass diese revolutionäre Bewegung auch den politischen Mord als Mittel und Zweck ein und sei daher mit der Gefahr der Revolution gleichzusetzen. Mit den in diesen Veröffentlichungen vorgebrachten Gedanken erregte er das Interesse der preußischen Konservativen um Ernst Ludwig von Gerlach. Mit Vertretern dieser Richtung begründete Carl Ernst Jarcke das Berliner Politische Wochenblatt, das ab dem 8. Oktober 1831 erschien. Jarcke zeichnete als erster Redakteur der Veröffentlichung. Zweck der Zeitschrift war der Ideenkampf mit der revolutionären und nationalen Bewegung. Die Zeitschrift wurde das führende Organ der auf die Wiederherstellung des christlichen Staates abzielenden Ultrakonservativen. 1837 sollte Jarcke seine Mitarbeit im Zusammenhang mit dem Streit um die Kölner Mischehen aufgeben, da die übrigen Herausgeber sich auf die protestantische Seite schlugen, er aber die katholische Linie vertrat.

### Tätigkeit in Österreich
1832 wurde Jarcke auf Betreiben Fürst Metternichs zum kaiserlich-königlichen Rat und Publizisten der Staatskanzlei ernannt. Er wechselte daraufhin nach Wien. Dort war er für die Metternich-Presse und auch für die Zensur-Stelle tätig. In der Zensurstelle bekämpfte er liberal-religiöse Schriften und auch die Veröffentlichungen des Jungen Deutschlandes. Da er nach dem Ende seiner Mitarbeit an dem Berliner Politischem Wochenblatt der Ansicht war, dass wahrer Konservativismus nur auf der Basis der katholischen Lehre möglich sei, gründete er gemeinsam mit Guido Görres 1838 in München die Historisch-politischen Blätter für das katholische Deutschland, die zum führenden Organ des Katholizismus in Deutschland während des 19. Jahrhunderts werden sollten. Neben seiner publizistischen Betätigung war Jarcke auch als Diplomat in Kirchenfragen aktiv. So verhandelte er im Namen der österreichisch-ungarischen Staatskanzlei 1840 in Rom in Fragen der ungarischen Mischehen. Er setzte sich kirchenpolitisch für die Freiheit der katholischen Kirche von den Einschränkungen durch den Josephinismus ein. In diesem Rahmen regte er den Dichter Joseph von Eichendorff an, seine 1847 herausgegebene Literaturgeschichte aus katholischer Sicht zu verfassen.
Als die Regierung Metternich in der Folge der Revolution von 1848/1849 gestürzt wurde, wurde Jarcke beurlaubt. Er zog sich daraufhin nach München zurück. Nach dem Ende der Revolution begab er sich 1850 wieder nach Wien, wo – was zum Teil auch auf seine Bemühungen zurückzuführen war – am 19. April 1850 die staatlichen Einschränkungen der Kirche durch den Josephinismus aufgehoben worden waren. Nach längerer Krankheit verstarb er 1852 in Wien. Er liegt begraben auf dem Friedhof zu Maria Enzersdorf im Gebirge in der Nähe von Wien.

## Werke
- Handbuch des gemeinen deutschen Strafrechts. Nachdr. der Ausg. Berlin, Dümmler, 1827–1830 Keip, Goldbach 1996, ISBN 3-8051-0285-2
- Carl Ludwig Sand und sein an dem kaiserlich-russischen Staatsrath v. Kotzebue veruebter Mord. Eine psychologisch-criminalistische Eroerterung aus der Geschichte unserer Zeit. Ferdinand Dümmler, Berlin 1831 (Digitalisat).
- Die französische Revolution von 1830 historisch und staatsrechtliche beleuchtet in ihren Ursachen, ihrem Verlauf und ihren wahrscheinlichen Folgen. Ferdinand Dümmler, Berlin 1831 (Digitalisat).
- Hundert Schlagworte zur Verfassungspolitik der Zukunft. J.G. Weiß, München 1851 (Digitalisat).